# Оходзе
Оходзе (пол. Ochodze) — село в Польщі, у гміні Компрахциці Опольського повіту Опольського воєводства.
Населення — 1179 осіб (2011).

## Демографія
Демографічна структура станом на 31 березня 2011 року:
|          | Загалом | Допрацездатний вік | Працездатний вік | Постпрацездатний вік |
| -------- | ------- | ------------------ | ---------------- | -------------------- |
| Чоловіки | 555     | 98                 | 391              | 66                   |
| Жінки    | 624     | 98                 | 408              | 118                  |
| Разом    | 1179    | 196                | 799              | 184                  |